# Sandra Szabóová
Sandra Szabóová (* 22. Juli 1996 in Komárno) ist eine ehemalige slowakische Volleyballspielerin.

## Karriere
Sandra Szabóová begann ihre Karriere in ihrer Heimatstadt bei VK Komárno. 2013 wechselte sie zu Slávia Bratislava. Am 17. Mai 2017 gab die Mittelblockerin in einem Länderspiel gegen Rumänien ihr Debüt in der slowakischen Nationalmannschaft. Zur Saison 2018/19 verließ sie ihr Heimatland und wechselte zum deutschen Bundesligisten SC Potsdam. Mit Potsdam qualifizierte sie sich für die Play-offs, wo sie im Halbfinale gegen den Schweriner SC ausschieden. Nach nur einer Saison verließ sie Potsdam wieder und wechselte nach Frankreich zum VBC Chamalieres. Mit ihrem neuen Team belegte sie beim coronabedingten Abbruch der Saison den 12. Platz.
Zur Saison 2020/21 wurde sie von dem deutschen Erstligisten NawaRo Straubing verpflichtet. Am 19. November 2020 gab NawaRo Straubing bekannt, dass der Vertrag von Sandra Szabóová einvernehmlich aufgrund von ihrer Rückenverletzung aufgelöst wird. Kurz darauf gab sie bekannt, ihre professionelle Volleyball-Karriere zu beenden und in die Slowakei zurückzukehren.